# Baillamont
Baillamont (en wallon Bayamont) est une section et un village de la commune belge de Bièvre située en Région wallonne dans la province de Namur.

## Évolution démographique
- Source: DGS, 1831 à 1970=recensements population, 1976= habitants au 31 décembre

## Histoire
Baillamont était une commune à part entière jusqu'au 1/1/1965 quand elle fut intégrée dans la commune d'Oizy avec Gros-Fays et Cornimont.